# 誉田村 (千葉県)
誉田村（ほんだむら）とは、千葉県千葉郡にかつて存在した村である。現在の千葉市緑区の中央部に位置している。

## 沿革
- 1889年（明治22年）4月1日 - 町村制施行により、野田村、遍田村、平山村、平川村、高田村、東山科村が合併し千葉郡誉田村が発足。旧・遍田村は大字辺田となる。村名は旧野田村（現・誉田町）に所在する八幡神社が、誉田別命（応神天皇）を祭神とすることによる[1]。
- 1955年（昭和30年）2月11日 - 千葉市に編入。同日誉田村廃止。同年、大字野田が改称して誉田町となる。

## 交通

### 鉄道
- 国鉄（現JR東日本）
  - 房総東線（現外房線）：誉田駅

## 教育
- 明治農業専門学校（1946年開校、学制改革で明治大学農学部となり、1951年川崎市生田に移転）